# 沙锅屯街道
沙锅屯街道，是中华人民共和国辽宁省葫芦岛市南票区下辖的一个乡镇级行政单位。

## 行政区划
沙锅屯街道下辖以下地区：
富隆社区和兴电社区。